# Wannenmacher
Wannenmacher ist ein deutscher Familienname.

## Herkunft und Bedeutung
Wannenmacher ist ein Berufsname zu mhd. wanne für den Hersteller von Getreide-, Futterschwingen, Wasch- und Badewannen.

## Beleg
- 1357: Thider. Wannekere belegt in Bremen.[2]

## Namensträger
- Eugen Wannenmacher (1897–1974), deutscher Zahnarzt und Hochschullehrer
- Eva Wannenmacher (* 1971), Schweizer Fernsehmoderatorin
- Fábián Wannenmacher (1882–1967), ungarischer Architekt
- Johann Wannenmacher (1813–1880), Wiener Bäckermeister und Stellfuhrbesitzer
- Johannes Wannenmacher (um 1485–um 1551), Schweizer Komponist der Renaissance
- Joseph Wannenmacher (1722–1780), schwäbischer Barockmaler und Freskant
- Martin Wannenmacher (1719 urkundlich genannt), deutscher Kunstschreiner
- Michael Wannenmacher (1938–2015), deutscher Mediziner, Strahlentherapeut und Hochschullehrer
- Richard Wannenmacher (1923–1995), Schweizer Künstler

## Varianten
- Wannemacher, Wannmacher und Wanner, deutsche Varianten des Familiennamens
- Wanamaker und Wannamaker, amerikanische Varianten des Familiennamens